# Ewald Stange
Ewald Otto Theodor Stange (geboren 22. November 1877 in Hann. Münden; gestorben 1953) war ein deutscher Lehrer, Oberstudiendirektor und Münzforscher. Sein Hauptwirkungsort war Bielefeld.
Ewald Stange, Sohn des Gymnasiallehrers A. Stange, legte die Reifeprüfung 1897 am Realgymnasium Minden ab und studierte daraufhin drei Semester an den Universitäten Freiburg im Breisgau, Genf und Göttingen. Ab dem Wintersemester 1898/99 studierte er an der Christian-Albrechts-Universität Kiel, wo er unter anderem die Vorlesungen von Paul Deussen, Götz Martius und Gustav Körting hörte. Bei Körting promovierte er 1900 mit der Arbeit Beiträge zur Kenntnis der französischen Umgangssprache des 16. Jahrhunderts.
Er war von 1923 bis 1931 Vorsitzender des „Vereins der Münzfreunde für Westfalen und Nachbargebiete“.

## Schriften (Auswahl)
Hochschulschrift:
- Beiträge zur Kenntnis der französischen Umgangssprache des 16. Jahrhunderts, Dissertation 1900 an der Universität Kiel, 1900 (Digitalisat).

zur Genealogie und Heimatkunde:
- Nachfahrentafel des Hermann Wentzler sen. in Hann.-Münden. Ewald Stange. Ihrem Vater zu seinem 90 Geburtstage gewidmet von Ludwig und Friedrich Wentzler, 1913; Stammtafel
  - (= Wandtafeln und zugehörige Begleitmaterialien sowie deren Digitalisate, elektronische Reproduktion der Deutschen Bücherei), Leipzig; Frankfurt am Main: Deutsche Nationalbibliothek, 2018
- Nachfahrentafel des Heinrich Georg Joachim Stange, autografische Handschrift 33,5 × 85,5 cm, Bielefeld [Detmolder Straße 49]: E. Stange, 1933

zur Numismatik:
- Geld- und Münzgeschichte des Bistums Minden (= Veröffentlichungen der Historischen Kommission für Westfalen, Bd. [7]), Münster in Westfalen: Aschendorff, 1913; Digitalisat
  - Reprint der Original-Ausgabe Münster, Aschendorff, 1915 (= Veröffentlichungen der Historischen Kommission für Westfalen, Edition Numis-Reprint), Gütersloh: Münzhandel und Verlag Strothotte, 2000, ISBN 978-3-934777-07-1 und ISBN 3-934777-07-4
- Mindener Medaillen, Sonderdruck aus Berliner Münzblätter, Neue Folge, 1914
- Nachträge und Ergänzungen zur Mindener Geld- und Münzgeschichte, 3 Bände;
  - Teil 1: 1920
    - Teil 2 und 3 unter dem Titel Nachtrag zur Mindener Geld- und Münzgeschichte;
      - Teil 2, Riechmann, Halle (Saale), 1927
      - Teil 3 im Verlag der Berliner Münzblätter, Gotha, 1930
        - Nachträge und Ergänzungen zur Mindener Geld- und Münzgeschichte, Berlin: Berliner Münzblätter, 1922
- Geld- und Münzgeschichte der Grafschaft Ravensberg (= Veröffentlichungen der Historischen Kommission des Provinzialinstituts für westfälische Landes- und Volkskunde, Bd. 23), Münster in Westfalen: Aschendorff, 1951; Inhaltsverzeichnis
  - Neudruck (= Edition Numis-Reprint), Gütersloh: Münzhandel und Verlag Strothotte, 2000, ISBN 978-3-934777-08-8 und ISBN 3-934777-08-2